# Florian Stahel
Florian Stahel (* 10. März 1985 in Zürich) ist ein Schweizer ehemaliger Fussballspieler.

## Karriere
Der Abwehrspieler wechselte 2000 vom FC Oerlikon zum FC Zürich. Er arbeitete sich vom Reservespieler zum Stammspieler hoch und spielte am 13. Mai 2006 den entscheidenden Pass beim Siegtreffer gegen den FC Basel, was zum Meisterschaftsgewinn des FCZ in der Saison 2005/06 führte. Er war auch Mitglied der U-21-Nationalmannschaft der Schweiz. Im August 2011 wechselte Stahel vom FC Zürich zum FC Luzern und im Juni 2014 zum FC Vaduz. In Luzern war Stahel zeitweise Captain.
Im Juli 2016 wechselte Stahel zum FC Wohlen in die Challenge League, wo er einen Vertrag bis Ende Juni 2018 unterschrieb.

## Titel und Erfolge
FC Zürich
- Schweizer Meister: 2006, 2007, 2009
- Schweizer Cupsieger: 2005

FC Vaduz
- Liechtensteiner Cupsieger: 2015, 2016